# Religion aux Fidji
 (novembre 2024).
- Méthodisme (34,6 %)
- Anglicanisme (0,8 %)
- Catholicisme (9,1 %)
- Assemblées de Dieu (5,7 %)
- Adventisme (3,9 %)
- Autre chrétiens (10,4 %)
- Hindouisme (27,9 %)
- Sikhisme (0,3 %)
- Islam (6,3 %)
- Autre (0,3 %)
- Sans religion (0.8%)

Les Fidji sont une société mixte, avec une majorité de chrétiens (64,4 % de la population lors du recensement de 2007), mais avec un nombre considérable de minorités hindoues (27,9 % de la population lors du même recensement) et musulmans (6,3% de la population aussi dans le même recensement) minorités. La religion tend à se diviser selon les lignes ethniques, la majorité des Fidjiens étant chrétiens et la majorité des personnes d'origine asiatique  étant hindoues ou musulmanes.
La religion aborigène des Fidji pourrait être classée en termes modernes comme des formes d'animisme ou de chamanisme, des traditions utilisant divers systèmes de divination qui affectaient fortement tous les aspects de la vie. Les Fidji ont été christianisées au XIXe siècle. Aujourd'hui, il existe plusieurs dénominations chrétiennes aux Fidji, la plus importante étant l'Église méthodiste. L'hindouisme et l'islam sont apparus avec l'importation d'un grand nombre de Sud-Asiatiques, pour la plupart des travailleurs sous contrat, à la fin du XIXe siècle et au début du XXe siècle.
Les Fidji comptent de nombreux jours fériés, car elles reconnaissent les journées spéciales de divers systèmes de croyance, comme Pâques et le Noël pour les chrétiens, Diwali pour les hindous et l'anniversaire du prophète Mahomet pour les musulmans.

## Religion Ancienne

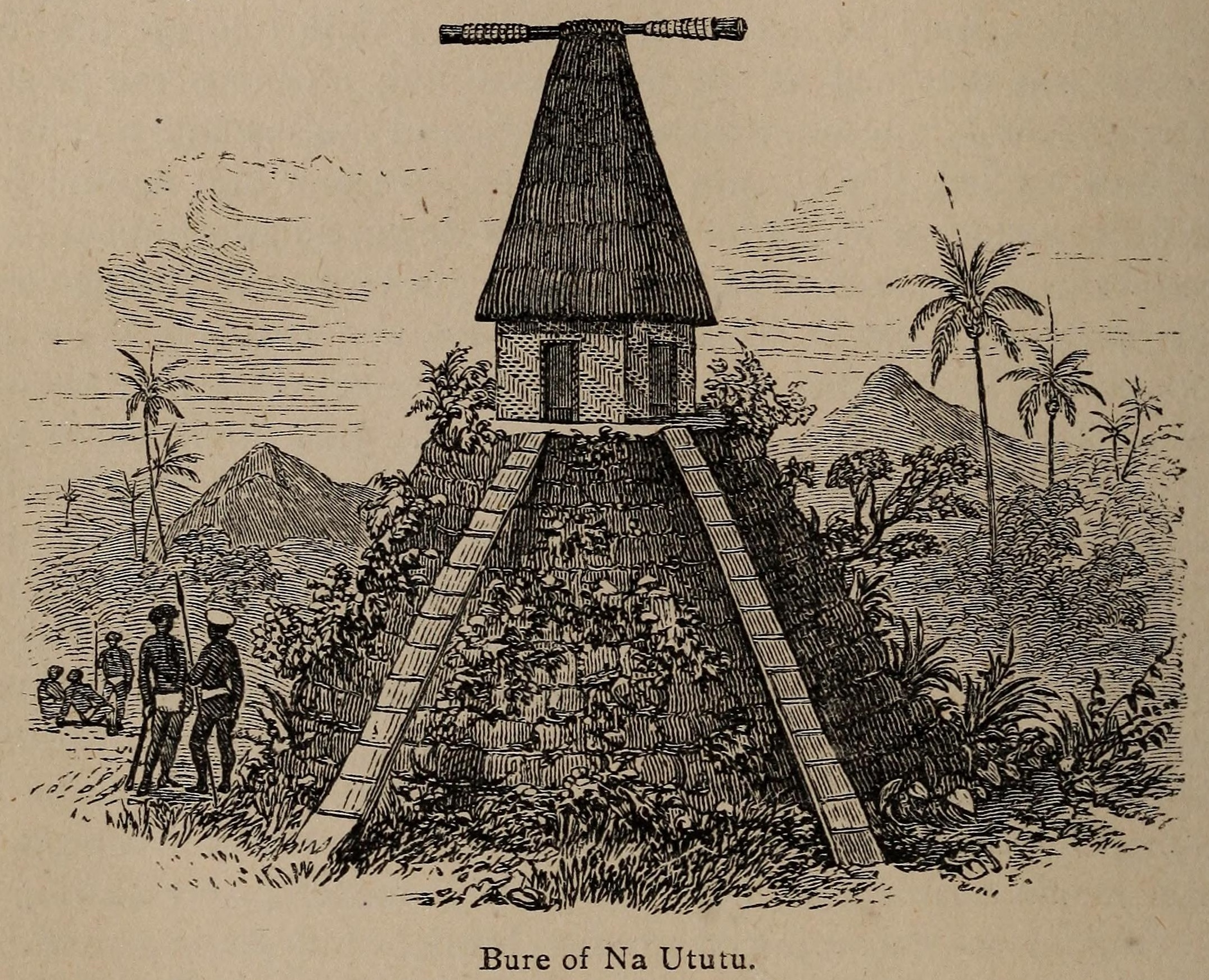
Un bure kalou, croquis réalisé au début des années 1800

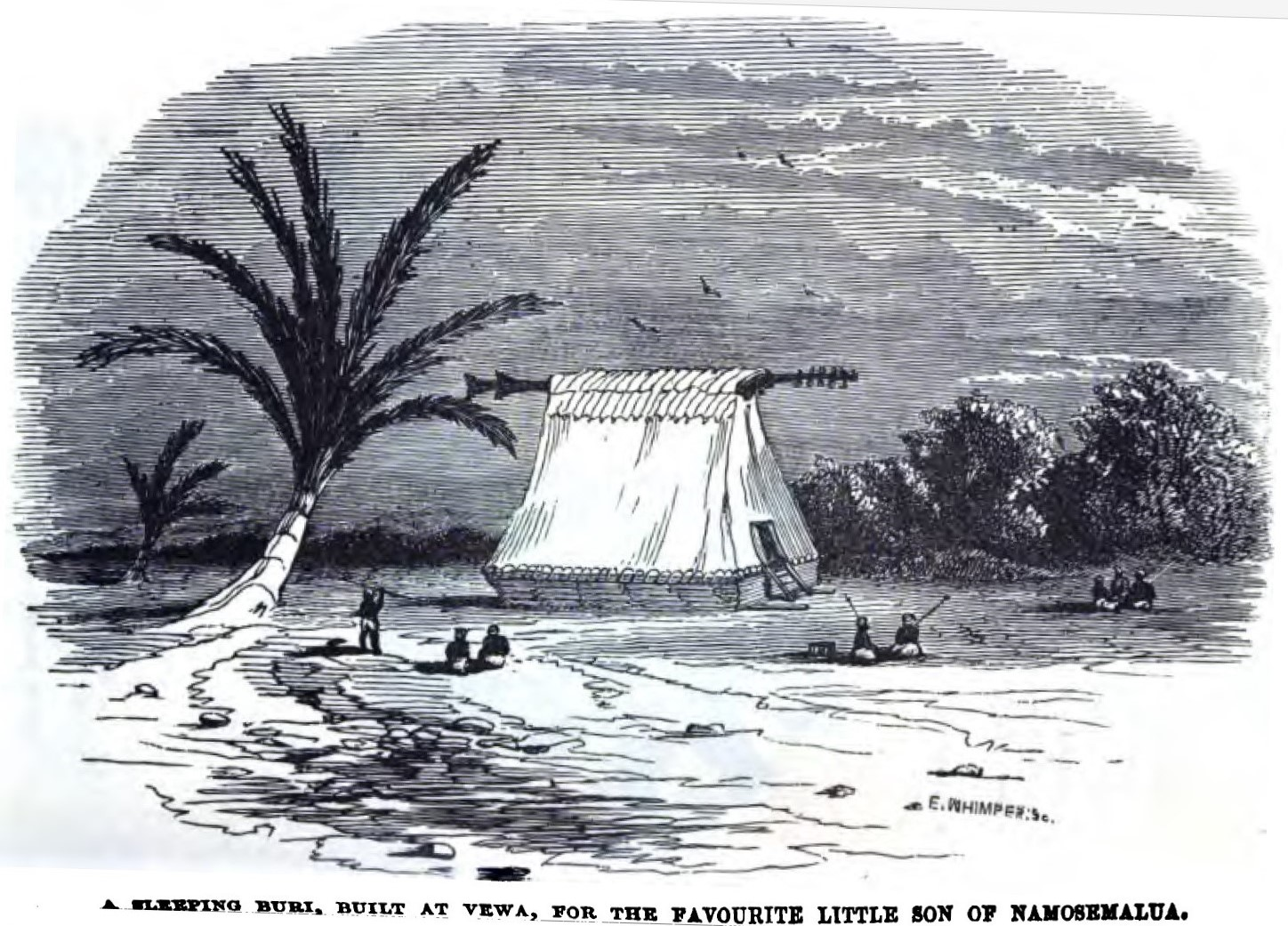
Un Buri pour dormir, construit à Vewa, pour le petit fils préféré de Namosemalua, Feejee (octobre 1852, p. 108))

La religion, le mythe et la légende fidjiens étaient étroitement liés et, au cours des siècles précédant la cession de 1874, ils étaient considérés comme faisant partie de la vie quotidienne. Parlant de la religion traditionnelle aux Fidji, Basil Thomson  (1908: 111) il écrit:
« La religion des Fidjiens était si intimement liée à leur politique sociale qu'il était impossible de déchirer l'une sans déchirer l'autre... La religion était une tâche difficile pour le païen fidjien ; elle régissait tous ses actes, du berceau à la tombe. Dans les tabous, elle lui disait ce qu'il devait manger et boire, comment il devait s'adresser à ses supérieurs, qui il devait épouser et où il devait déposer son corps. Il limitait son choix des fruits de la terre et du sol, il contrôlait son attitude corporelle dans sa propre maison. Toute sa vie, il marchait avec précaution de peur de mettre en colère les divinités qui allaient et venaient avec lui, toujours dans l'intention de l'attraper, et la mort, mais le jetait nu parmi elles pour être le sport de leur esprit vengeur. »
Le mythe était bien réel dans les années qui ont précédé et suivi la cession. Par exemple, à Taveuni, leur dieu, Kalou Vu (dieu racine), est appelé Dakuwaqa (navire de retour). Sur les îles de Levuka et Kadavu, il est connu sous le nom de Daucina (Lumière experte) en raison de la phosphorescence qu'il provoquait dans la mer lors de son passage. Daucina, cependant, a une connotation différente comme Kalou yalo (ancêtres déifiés) dans d'autres parties de Fidji.
Dakuwaqa prenait la forme d'un grand requin et vivait sur l'île Benau, au large du détroit de Somosomo. Il était très respecté par les habitants de Cakaudrove et de Natewa en tant que dieu de la pêche et des communautés de pêcheurs, mais aussi en tant que patron des adultères et des fanatiques. Dans le livre « Pacific Irishman », le prêtre anglican William Floyd rapporte au chapitre 1, « La création » :
« Lorsque je suis arrivé aux Fidji, le célèbre poisson-dieu, le Dakuwaqa, était une grande réalité. Le navire du gouvernement, le Lady Escott, est arrivé à Levuka avec des signes d'une rencontre avec le grand poisson, tandis que feu le capitaine Robbie, un Écossais bien connu, très grand et très droit, âgé de plus de quatre-vingt-dix ans, a parlé de l'après-midi endormi où son cotre est parti de sa plantation de thé à Wainunu, sous un vent très léger, avec la plupart de l'équipage endormi. Un grand poisson, qu'il décrit comme mesurant près de 60 pieds de long, avec des taches brunes et des marbrures sur le dos, avec la tête d'un requin et la queue d'une baleine, est apparu sous leur navire, le faisant presque basculer. L'équipage, instantanément réveillé et inquiet, a suivi le vieux schéma, versant une forte libation de kava dans la mer, ce qui, semblait-il, était la bonne idée pour apaiser les dieux poissons ; le monstre s'est lentement immergé, la brise repoussant progressivement le cotre, traînant sa quille le long du dos du monstre, faisant pâlir sa peau. Pour l'équipage des Fidji, c'était le « Dakuwaqa », au XXe siècle ; quel a dû être l'effet sur la population du Xe siècle ? »
Jusqu'à 1957, RA Derrick (1957: 13) déclare:
« De nombreux Yavusa vénèrent encore un oiseau (martin-pêcheur, pigeon, héron), un animal (chien, rat ou même homme), un poisson ou un reptile (requin, anguille, serpent), un arbre (surtout le bois de fer ou Nokonoko) ou un légume, revendiquant un ou plusieurs de ces éléments comme étant les leurs et refusant de les blesser ou de les manger. La relation est évidemment totémique et il est probable que chaque groupe totémique reconnaissait à l'origine un ensemble complet de trois totems : manumanu (créature, qu'elle soit animale, oiseau ou insecte), poisson ou légume, et arbre. »

### Les dieux et ses temples
Traditionnellement, la religion fidjienne comportait une hiérarchie de dieux appelés « Kalou » ou parfois dans le dialecte occidental « Nanitu ». En 1854, un des premiers missionnaires méthodistes, le révérend Joseph Waterhouse, a déclaré :
« Il est impossible de déterminer même le nombre probable de dieux fidjiens, car les esprits désincarnés sont appelés dieux, et sont considérés comme tels. Mais les indigènes font une distinction entre ceux qui étaient des dieux à l'origine et ceux qui ne sont que des esprits déifiés. Les premiers sont appelés Kalou-vu (dieux racines), les seconds Kalou-yalo (mortels déifiés). La première classe est très nombreuse, mais les seconds n'ont pas de nombre… Il y avait différents rangs parmi les Kalou-vu selon l'étendue de leur territoire et le nombre de leurs adorateurs. Ainsi, certains dieux étaient universellement connus dans tout Fidji, d'autres étaient des dieux locaux de grands ou petits territoires, tandis que d'autres étaient simplement les dieux de familles particulières. »
Basil Thomson (1908 : 113) suggère que « les groupes de Fidji qui sont tauvu ou kalou-vata, c'est-à-dire des adorateurs du même dieu, ont une origine commune ».
Les dieux fidjiens (Kalou-Vu, Kalou-Yalo et de nombreux esprits moins importants) n'étaient généralement pas transformés en idoles ou en matériaux destinés au culte, à l'exception de quelques petits objets utilisés lors des cérémonies et de la divination. Cependant, il était plus courant que certains lieux ou objets tels que des rochers, des touffes de bambou, des arbres géants comme les Baka ou les Ivi, des grottes, des sections isolées de la forêt, des chemins dangereux et des passages à travers le récif soient considérés comme sacrés et comme la demeure d'un Kalou particulier. -Vu ou Kalou-Yalo et étaient donc traités avec respect et un sentiment de crainte et de peur, ou « Rere », car on croyait qu'ils pouvaient causer la maladie, la mort ou punir la désobéissance. D'autres offraient leur protection. Thomas Williams et James Calvert dans leur livre Fiji and the Fijians écrivent :
« L'idolâtrie, au sens strict du terme, semble ne l'avoir jamais connu, puisqu'elle ne fait aucune tentative matérielle de représentation de ses dieux ».
Les principaux dieux étaient honorés dans le temple ou Bure Kalou. Chaque village avait son Bure Kalou et son prêtre (Bété). Les villages qui jouaient un rôle majeur dans les affaires du Vanua avaient plusieurs Bure Kalou. Le Bure Kalou était construit sur une base rocheuse surélevée qui ressemblait à une base pyramidale brute et se distinguait des autres bures par son toit élevé, qui formait une forme pyramidale allongée. À l'intérieur, une bande de tissu masi blanc était suspendue des poutres supérieures jusqu'au sol pour servir de conduit aux offrandes plus permanentes du dieu, accrochées autour du mur intérieur. À l'extérieur du Bure Kalou, des plantes agréablement parfumées étaient cultivées pour faciliter le contact spirituel et la méditation. De nombreux dieux n'étaient pas réputés pour leur écoute attentive de l'homme ou leur nature aimante, mais étaient des êtres dotés d'une force et de capacités surnaturelles qui ne se souciaient guère des affaires des hommes. Peter France (1966 : 109 et 113) le souligne :
« Les dieux locaux abondaient, mais ils étaient célébrés dans les légendes et les chansons plus pour les obscénités sauvages de leurs singeries dans la jungle que pour leur influence sur les affaires humaines... Les vieux contes [racontaient] des séances de gymnastique dans les lieux de baignade, qui célébraient, avec une hilarante calvitie, les prouesses sexuelles des dieux des ancêtres ».
Le premier et le plus important des Kalou-vu était Degei, qui était un dieu de Rakiraki mais était connu dans la plupart des îles de Fidji, à l'exception des îles orientales du groupe Lau. On croyait qu'il était à l'origine de toutes les tribus des Fidji et que son pouvoir était supérieur à celui de la plupart, voire de tous les autres dieux. Il était souvent représenté sous la forme d'un serpent, ou d'une moitié de serpent et d'une moitié de pierre. RA Derrick (1957 : 11) déclare :
« Dans ces traditions, Degei figure non seulement comme l'origine du peuple, mais aussi comme un grand serpent vivant dans une grotte près du sommet de la montagne Uluda, le pic le plus septentrional de la chaîne Nakauvadra. On attribue les tremblements de terre et le tonnerre à ses girations inconfortables à l'intérieur de la grotte. Il ne s'intéressait pas aux affaires de son peuple, son existence n'était qu'un cycle de repas et de sommeil. Par association avec lui, les serpents étaient honorés comme « la progéniture de l'origine ». Le culte du serpent était généralement collectif ».
D'autres dieux reconnus dans l'ensemble du groupe fidjien étaient Ravuyalo, Rakola et Ratumaibulu. Rokola était le fils de Degei et le patron des charpentiers et des constructeurs de canoës, tandis que Ratumaibulu veillait au succès des cultures de jardin. Ravuyalo surveillait le chemin suivi par les esprits défunts : il cherchait à les prendre au dépourvu et à les écraser. Son but était d'entraver leur voyage vers l'au-delà (Bulu).

### Aspects et pratiques de la religion antique - Consultation des dieux
Les différents dieux étaient régulièrement consultés pour tout, de la guerre à l'agriculture en passant par le pardon. Le Bété (prêtre) jouait le rôle de médiateur entre le peuple et les différents dieux. RA Derrick (1957 : 10 et 12) le souligne :
« Les dieux étaient encouragés pour assurer des vents favorables à la navigation, des saisons fructueuses, le succès dans la guerre, la délivrance de la maladie... En temps de paix et de prospérité, le Bure Kalou pouvait tomber en ruine, mais lorsque la sécheresse et la pénurie arrivaient, ou que la guerre menaçait, « on se souvenait du dieu, on réparait sa demeure, on accablait son prêtre de cadeaux et d'attention ».
Le révérend Joseph Waterhouse (1854 : 404) rapporte les types de culte offerts aux dieux :
« Le culte dans le temple des dieux consiste en lovi, un acte de propitiation ; musukau, un acte d'alliance ou de vœu solennel ; le soro et l'acte d'expiation du péché ; et madrali, un acte de remerciement. -Les fruits de la terre sont invariablement présentés aux dieux ».
En tant que médium du dieu, Bété s'appuyait sur les rêves et, lorsqu'il était inspiré, entrait en transe. Son corps tremblait lorsqu'il était possédé et, d'une voix étrange, il annonçait le message du dieu.
Laura Thompson (1940 : 112) discutant de la situation dans les états du sud de Lau en ce qui concerne le Bété :
« Le prêtre était chargé du culte des dieux ancestraux du clan (Kalou vu). Il était l'intermédiaire entre le peuple et le dieu. Comme il était influent pour obtenir le mana du dieu, il était craint et respecté. Il contrôlait les activités du peuple en temps de guerre, de famine et de maladie, recevant les offrandes du peuple et les présentant au dieu selon le schéma cérémoniel sevusevu... Les principales offrandes étaient les premiers fruits, le kava et les festins cuisinés, y compris les sacrifices humains. De petites offrandes étaient présentées comme des offrandes. Le prêtre priait le dieu, qui prenait possession de lui et parlait à travers lui ou révélait sa volonté au moyen d'un signe ou d'un présage... Lorsqu'un prêtre était possédé, tout son corps était secoué de convulsions et sa chair se contractait... Le peuple a poussé un grand cri lorsque le dieu a pris possession du prêtre. Lorsque le dieu est finalement parti, Bété a été servi avec Yaqona. Après la cérémonie, le prêtre et son clan consommaient les offrandes sacrées. »
Le révérend Joseph Waterhouse (1854 : 404/405) note :
« Toutes les offrandes (aux dieux) se rapportent à la vie présente. Les Fidjiens propitient les dieux pour le succès à la guerre, la progéniture, la délivrance du danger et de la maladie, les saisons fructueuses, le beau temps, la pluie, les vents favorables, etc., etc. ; mais leurs idées religieuses ne s'étendent pas à l'âme, ni à un autre monde... L'influence du prêtre sur les gens du peuple est immense, bien qu'il soit généralement l'instrument du chef. En fait, ces deux personnages agissent généralement de concert... »

### Sorcellerie
Consulter le monde des esprits et l'utiliser pour influencer les affaires quotidiennes faisait partie de la religion fidjienne. L'utilisation de divers objets naturels spécialement décorés, tels qu'un coquillage attaché à une corde en fibre de coco ou une massue de guerre, était une forme de divination et n'était pas réservée aux prêtres. Dans la langue vernaculaire Bauan, on l'appelait « Draunikau » et la pratique était considérée comme suspecte, ce qui obligeait les praticiens à s'y adonner furtivement. RA Derrick (1957 : 10 et 15) écrit :
« Les Fidjiens... attribuaient tous les phénomènes inexpliqués aux dieux, aux esprits ou à la sorcellerie... La maladie et la folie étaient l'œuvre d'esprits maléfiques, et les jardins potagers se flétrissaient sous leurs sorts. Dans de tels cas, on supposait qu'il s'agissait de sorcellerie et on prenait des mesures pour trouver le sorcier et contrer son sort par un autre, plus puissant. »
AM Hocart (1929 : 172) déclare :
« Que Ba était considéré comme le foyer de la sorcellerie et que Moala, Mualevu et Matuku ont également une mauvaise réputation en matière de sorcellerie. »

### Rêves
Les rêves étaient également considérés comme un moyen par lequel les esprits et les forces surnaturelles communiquaient avec les vivants et leur transmettaient des messages spéciaux et des connaissances. Un rêve dans lequel des parents proches étaient vus en train de transmettre un message était appelé "Kaukaumata" et était un présage d'un événement proche qui pouvait avoir un impact négatif sur la vie du rêveur. RA Derrick, 1957 : 15-16 :
I Des connaissances spéciales peuvent être acquises par le biais des rêves et, en rêvant, on peut dire aux gens de faire certaines choses, y compris des meurtres
Bert O. States, dans son livre Dreaming and Story Telling, déclare :
« Ils croient que les rêves sont des expériences réelles de l'âme errante libérée par le rêve... »
Dans certains cas, il existait également une personne dont le seul but était d'interpréter les rêves. On l'appelait alors le « Dautadra », ou « l'expert en rêves ». Martha Kaplan, dans son livre Neither Office Nor Cult : Ritual Politics and the Colonial Imagination in Fiji, note :
« Les voyants (Daurai) et les rêveurs (Dautadra) pouvaient prédire l'avenir, en communiquant avec les divinités soit en transe, soit en rêve. »

### Mana
« Mana » pourrait être traduit librement comme signifiant magie, pouvoir ou prestige, mais est mieux expliqué par l'anthropologue Laura Thompson (1940 : 109) quand elle écrit :
« Le concept de mana associé au culte des ancêtres est très présent dans le mode de pensée des autochtones. Selon ce concept, le mana est la force vitale ou la puissance qui donne une signification surnaturelle aux personnes ou aux choses... Sa présence dans une personne ou une chose n'est pas attribuée à la puissance inhérente à la chose elle-même, mais à une force spirituelle qui s'y loge... Le premier-né de chaque clan noble était le dépositaire temporaire du mana des ancêtres du clan. Les chefs avaient les ancêtres les plus forts et le chef le plus ancien était le plus sacré car il recevait théoriquement le mana des dieux ancestraux les plus puissants. »
Ana I. González dans son article web Projet Oceania à Fiji écrit :
Le mana est un terme désignant un pouvoir ou une influence surnaturelle diffuse qui réside dans certains objets ou personnes et qui explique leurs qualités ou leur efficacité extraordinaires. En Mélanésie, une pierre de mana peut être enterrée dans un jardin pour augmenter les récoltes. Le mana peut également être lié à des chansons, des rêves ou des idées. Le mana n'est pas synonyme de pouvoir ou d'influence personnelle. Il s'agit d'une force arbitraire et incontrôlable qui peut apparaître ou disparaître sans explication.
Dans les Fidji modernes, bien que le terme soit toujours utilisé dans un sens traditionnel, il a un usage plus généralisé et, avec l'introduction de la Bible fidjienne, il est utilisé pour décrire les miracles. Le terme Mana, lorsqu'il est utilisé dans les discours cérémoniels, peut être interprété comme « c'est vrai et cela s'est réalisé. »

### Vie future
Après la mort, on croit que les esprits des morts entreprennent un voyage vers Bulu, qui est la maison des morts, parfois décrite comme un paradis. Immédiatement après la mort, on pense que l'esprit de la personne récemment décédée reste dans la maison pendant quatre jours, puis se rend à un point de départ (une falaise, un arbre ou un rocher sur la plage). À ce moment-là, l'esprit commence son voyage vers le pays des esprits (Vanua Ni Yalo). Le voyage de l'esprit est dangereux car le dieu Ravuyalo essaie de l'entraver et de le gêner dans son voyage vers Vanua Ni Yalo. L'anthropologue Laura Thompson (1940 : 115) écrit :
« La croyance dominante (...) est que lorsqu'un homme meurt, son âme se rend à Nai Thibathiba, un « lieu de saut » qui se trouve sur ou près de chaque île, généralement orienté vers l'ouest ou le nord-ouest. De là, l'âme se rend à Nai Thombothombo, la terre des âmes située sur la côte Mbua de Vanua Levu. »

### Mythe et légende
Les origines de la race fidjienne ont de nombreux fils différents qui sont transmis par l'histoire orale traditionnelle ou dans les reliques des chants et des danses, le plus pratique se trouvant dans l'histoire orale. Dans le mythe, la plupart des Fidjiens acceptent que leurs origines se trouvent dans le Kalou Vu Degei. Une histoire alternative des temps anciens a été publiée au début du XIXe siècle par  Ann Tyson Harvey. Elle parle de Lutunasobasoba, supposé être un grand chef ancestral et le frère de Degei II, dont le peuple est venu s'installer aux Fidji. La troisième histoire de l'origine des Fidji est confuse dans les deux histoires, mais se trouve dans un article local appelé « NAMATA », ou le visage. Il existe des variantes de cette histoire ; certaines versions indiquent trois migrations, d'autres excluent Lutunasobasoba et n'ont que Degei, mais elles ont des thèmes communs.
Dans les écrits de Ann Tyson Harvey (1969), dans son article The Fijian Wanderers, elle parle de Tura, qui était un chef de tribu à une époque antérieure à l'âge des grandes pyramides. Il vivait près de ce que l'on appelle Thèbes en Égypte. La légende raconte que sa tribu a voyagé jusqu'en Afrique du Sud et s'est installée sur le lac Tanganyika en Tanzanie, où Tura a épousé une Tanzanienne, puis, avec les membres de sa tribu, pour diverses raisons, a traversé l'océan jusqu'à Madagascar, en passant par les îles asiatiques, pour terminer son voyage aux îles Fidji ; entre-temps, Tura était mort et son fils Lutunasobasoba était le chef. Au cours d'une tempête dans les eaux du groupe d'îles Mamanuca, il a perdu le coffre de Mana, ou plus concrètement, il a perdu le coffre contenant l'histoire écrite des ancêtres de Fidji avant Fidji, y compris la langue écrite.
Fatigué, vieux, malade et las, Lutunasobasoba posa le pied sur Veiseisei et de là s'installèrent les Fidjiens de Fidji. Ses fils furent Adi Buisavuli, dont la tribu était Bureta, Rokomautu, dont la tribu était Verata, Malasiga, dont la tribu était Burebasaga, Tui Nayavu, dont la tribu était Batiki, et Daunisai dont la tribu était Kabara. On croit dans cette mythologie que leurs fils ont donné naissance à toutes les lignées principales.
Cependant, on dit que la fumée s'élevait déjà avant que Lutunasobasoba ne pose le pied sur Viti Levu. Les villageois de la province de Ra disent que Lutunasobasoba était un fauteur de troubles et qu'il a été expulsé de Nakauvadra avec son peuple ; on dit que cette histoire est une invention des premiers missionnaires. On pense également qu'il y a eu trois migrations, l'une menée par Lutunasobasoba, l'autre par Degei et la dernière par Ratu, traditionnellement connu pour résider à Vereta, ainsi que de nombreux contes régionaux aux Fidji qui ne sont pas couverts ici et qui sont toujours célébrés et évoqués dans les contes, les chants et les danses.
Cette histoire joue un rôle important dans les cérémonies et la politique sociale, car ils font partie intégrante de l'histoire et des origines des différentes tribus. Ils sont souvent liés entre une tribu et une autre à travers les Fidji, comme les Beqa Firewalkers et les Vatulele Red Prawns, pour n'en citer que quelques-uns. En outre, chaque titre majeur a sa propre histoire d'origine, comme le Tui Lawa ou chef de l'océan de Malolo et son équipe de choc et le Gonesau de Ra, qui était le fils béni d'un Kalou yalo fidjien. La liste est longue, mais chacun, à un moment donné, trouve un point d'origine commun ou un lien avec l'autre.